# Riesen Ludwigsburg
Il Riesen Ludwigsburg, noto per ragioni di sponsor come MHP RIESEN Ludwigsburg, è una società cestistica avente sede a Ludwigsburg, in Germania. Fondata nel 1960, gioca nel campionato tedesco.
La società professionistica è gestita dalla Basketballgemeinschaft (BG) Ludwigsburg eV, società che controlla anche la Porsche Basketball Academy che assieme al club locale dilettantistico Basketballverein BSG Basket Ludwigsburg si occupa del settore giovanile.
Disputa le partite interne nella Rundsporthalle, che ha una capacità di 3.000 spettatori, e nella Porsche-Arena (6.300 spettatori).

## Roster 2022-2023
Aggiornato al 14 dicembre 2022.
|    | Naz.                                         | Ruolo | Sportivo           | Anno | Alt. | Peso | Note |
| -- | -------------------------------------------- | ----- | ------------------ | ---- | ---- | ---- | ---- |
| 0  | Stati Uniti (bandiera)                       | G     | Isaiah Whitehead   | 1995 | 193  | 97   |      |
| 1  | Germania (bandiera) · Stati Uniti (bandiera) | AC    | Jonathan Bähre     | 1996 | 208  | 95   |      |
| 2  | Germania (bandiera)                          | PG    | Jacob Patrick      | 2003 | 193  | 75   |      |
| 3  | Stati Uniti (bandiera)                       | P     | Prentiss Hubb      | 1999 | 191  | 80   |      |
| 5  | Stati Uniti (bandiera)                       | AP    | Jeff Roberson      | 1996 | 198  | 100  |      |
| 6  | Germania (bandiera)                          | P     | Johannes Patrick   | 2001 | 185  | 74   |      |
| 7  | Stati Uniti (bandiera)                       | AG    | Shonn Miller       | 1993 | 201  | 101  |      |
| 8  | Stati Uniti (bandiera)                       | P     | Ben Shungu         | 1997 | 188  | 91   |      |
| 12 | Stati Uniti (bandiera)                       | G     | Jhonathan Dunn     | 1998 | 193  | 82   |      |
| 13 | Cuba (bandiera) · Germania (bandiera)        | AP    | Yorman Polas       | 1985 | 192  | 88   |      |
| 21 | Germania (bandiera)                          | G     | Sebastian Hartmann | 2004 | 196  | 98   |      |
| 23 | Stati Uniti (bandiera)                       | AG    | Justin Johnson     | 1996 | 200  | 108  |      |
| 27 | Nigeria (bandiera) · Germania (bandiera)     | AC    | Eddy Edigin        | 1995 | 203  | 100  |      |

### Staff tecnico
| Allenatore: | Josh King    |
| Assistente: | David McCray |

## Cestisti
- Rashaun Freeman 2009-2010